# Jan Bielski
Jan Bielski (ur. 8 marca 1714, zm. 10 grudnia 1768 w Poznaniu) – jezuita, historyk, dramaturg.

## Życiorys
Jan Bielski urodził się w Wielkopolsce zapewne w rodzinie drobnoszlacheckiej. Podobno w Poznaniu uczęszczał do szkół jezuickich, a w 1730 wstąpił do zakonu. W 1732-1733 nabywał wiedzę w kolegium w Jarosławiu. W trakcie studiów teologicznych w Lublinie przyjął w 1742 święcenia kapłańskie. Nauczał przez kilkanaście lat w kolegiach rawskim, lubelskim, kamienieckim i lwowskim, głównie humaniorów i retoryki, a później przeniósł się do Wielkopolski jako nauczyciel kolegium kaliskiego i poznańskiego.
Znakomity dydaktyk, krasomówca i pisarz. Zajmował się przede wszystkim odnową przestarzałej retoryki, osiągając na tym polu duże sukcesy (w latach 1746-1747 dwie łacińskie prace wydane w Kaliszu i Poznaniu). Wydał również w 1757 ćwiczenia krasomówcze - wzory mów prawnych i politycznych, które są źródłem do poznania dydaktyki jezuickiej w nauczaniu wymowy. W 1763 opublikował dzieło historyczne pt. Widok Królestwa Polskiego (Poznań, 2 wyd. 1876). W kwestiach politycznych dał się poznać jako zwolennik liberum veto i elekcji viritim. Pisywał też utwory dramatyczne (znamy dziś 4), wprowadzając do teatru jezuickiego język polski, uprzednio traktowany marginesowo. Jednocześnie w swojej twórczości podkreślał elementy wychowawcze ich treści.

## Publikacje
- Aleksy cesarz wschodni, Poznań 1764
- Apoloniusz Chrystusów rycerz, Poznań 1755
- Konstantyn Wielki pierwszy chrześcijański cesarz, Poznań 1751
- Niewinność zwycięża potwarzy, czyli Leo VI cesarz, b.m. i d.w.
- Pro institutione grammaticae E. Alvari oratio, Kalisz 1746
- Pro scholis publicis studiorumque in illis ratione oratio, Poznań 1747
- Tytus Japończyk, Poznań 1750
- Widok Krolestwa Polskiego ze wszystkiemi woiewodztwami, xięstwy y ziemiami, monarchami y monarchiniami, iako też monarchow tychże y monarchin prawami, Rzeczypospolitey stanami y tychże stanow urzędami y uroczystemi, seymikow, seymu, senatu rad, związkow, okazywań, pospolitego ruszenia, sądow, skarbu, woysk, w pokoiu, y woynie zabawami. W krotkim zgoła, á rzeczywistym duchownego y swieckiego rządu opisie, rodowitym ięzykiem polskim szkolney polskiey szlachetney młodzi wystawiony. Przez X. Iana Bielskiego S.J. Poznań 1763
- Zeyfadyn, król Ormuzu, Kalisz 1747